# Яично-мучная битва

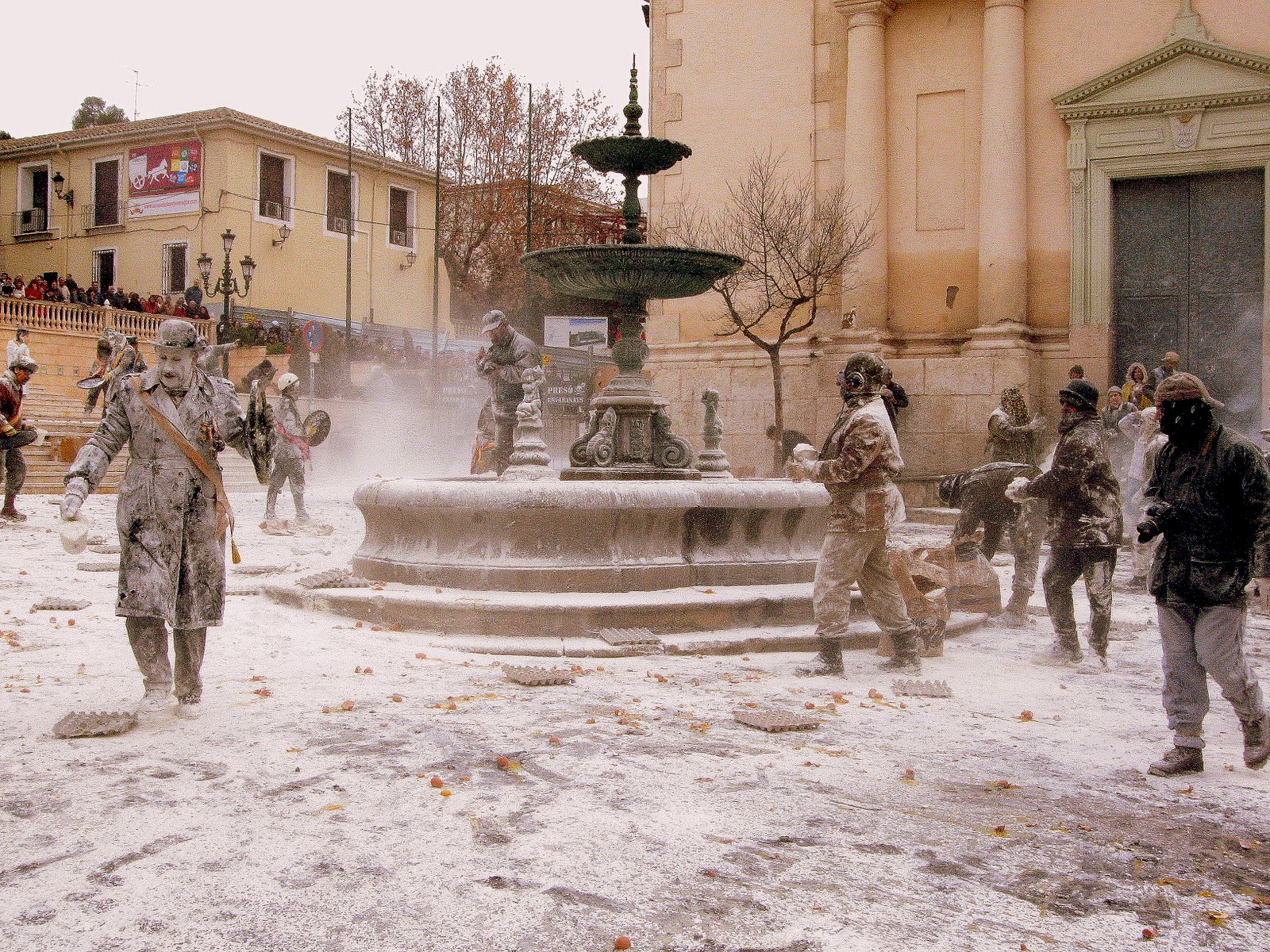

Яично-мучная битва (исп. Els enfarinats) — испанский фестиваль-сражение, который проводят в День святых младенцев (исп. El Dia de los Santos Inocentes), 28 декабря в городе Иби провинции Аликанте, в котором оружием являются яйца и мука. В бою участие принимают только мужчины. В 2018 году фестиваль состоится 27 декабря.

## История происхождения
Согласно легендам, этот фестиваль проводился ещё в Древнем Риме. Есть исторические документы про зимние праздники в Иби в 1636 году, но яично-мучное сражение почти не упоминается, т.к. власти не одобряли эту традицию. В 50-е годы ХХ века празднование этого праздника было прекращено (власти запретили празднование фестиваля), но 1981 году фестиваль был восстановлен, хотя были внесены некоторые новшества.

## Прохождение
Одним из обязательных условий данного фестиваля является военная форма, в которую одеваются женатые мужчины и устраивают «военный переворот».  В этот день «военные» гуляя по городу, избирают нового мэра, судей, полицейских, собирают налоги и «наказывают» тех, кто не подчиняется. Этих мужчин именуют Els Enfarinats (исп.  enfarinados — «обсыпанные мукой»), и они полностью контролируют городок один день в году.
Далее в бой вступают «оппозиционеры», вооруженные мукой и яйцами, и пытаются свергнуть действующую власть. Этими же орудиями защищаются мэр и полицейские.
За один день фестиваля расходуется около 1,5 тысяч яиц, сотни килограммов муки, а также петарды и огнетушители.
Ближе к вечеру бои заканчиваются, и наступает черед танцев.

## Суть
Этим способом население ежегодно собирает материальную помощь на те или иные нужды города. Сбор происходит следующим путём: «новое правительство», патрулируя улицы города, обнаруживает «нарушителей», которые платят штраф в общий котёл или же соглашаются быть атакованными фестивальным оружием.

## См.также
- Томатина
- Фальяс
- Семана Санта
- Сан-Фермин
- Тамборрада

## Внешние ссылки
- Мучной военный переворот
- Los Enharinados (на исп.)
- Els Enfarinats | Fiesta de Ibi (видео)